# Stor-Klöverhuvudet
Stor-Klöverhuvudet är ett naturreservat i Bodens kommun i Norrbottens län.
Området är naturskyddat sedan 2009 och är 0,7 kvadratkilometer stort. Reservatet omfattar de högre delarna av berget med detta namn och dess branter i söder mot en bäck och myrmark. Reservatet består av urskogsartad granskog med inslag av gran samt i sydost en tallskog med inslag av björk.  